# Two
Two är det andra studioalbumet från det amerikanska alternativ rock-bandet The Calling. Albumet utgavs 8 juni 2004 av RCA Records. Albumet innehåller endast originalmedlemmarna Alex Band och Aaron Kamin tillsammans med olika studiomusiker.
Trots sina radiovänliga singlar och mycket turnerande av bandet tyckte många att skivbolaget hade gjort för lite reklam för albumet och det sågs som en besvikelse jämfört med det första albumet.
26 juni 2004 nådde albumet sin högsta placering, #54, på Billboard 200.

## Låtlista
Alla låtar skrivna av Alex Band och Aaron Kamin
1. "One by One" – 5:07
2. "Our Lives" – 3:55
3. "Things Will Go My Way" – 4:01
4. "Chasing the Sun" – 3:45
5. "Believing" – 3:57
6. "Anything" – 4:05
7. "If Only" – 4:41
8. "Somebody Out There" – 4:08
9. "Surrender" – 5:26
10. "Dreaming in Red" – 4:52
11. "Your Hope" – 7:56
12. "For You" (Akustisk) (Bonusspår i Storbritannien) –
13. "London Calling" (Live) (Bonusspår i Storbritannien) –

Singlarna från detta album var "Our Lives", "Things Will Go My Way" och "Anything". "Our Lives" blev en mindre hit, men albumet blev aldrig en lika stora succé som deras debutalbum Camino Palmero. Albumet såldes i totalt 2 miljoner exemplar.